# Koirasaari (ö i Päijänne-Tavastland, Lahtis, lat 61,43, long 25,52)
Koirasaari är en ö i Finland. Den ligger i sjön Päijänne och i kommunen Sysmä i den ekonomiska regionen  Lahtis ekonomiska region  och landskapet Päijänne-Tavastland, i den södra delen av landet, 140 km norr om huvudstaden Helsingfors. Öns area är 0,1 hektar och dess största längd är 60 meter i sydväst-nordöstlig riktning.